# Cine-Teatro de Portimão
O Cine-Teatro de Portimão foi um edifício na cidade de Portimão, na região do Algarve, em Portugal.

## Descrição e história
Num artigo publicado no jornal Comercio de Portimão em 27 de Fevereiro de 1938, aquando da sua inauguração, o Cine-Teatro foi descrito como «um edifício amplo, erguido ali á beira-rio, num terreno desensombrado onde se patenteiam, por todos os lados, as linhas rigidas da sua contextura à moda da nossa época, e tem ares de monumento esse conjunto arquitectonico de tom gris claro». O edifício foi concebido a dar uma impressão diferente durante a noite devido à sua iluminação, surgindo «luminoso e aereo no meio do escuro, e os reflexos luminosos limam-lhe as arestas, suavizam-lhe os contornos; e então o edifício já não parece um monumento: é simplesmente uma casa de espectáculos, moderna, comoda, bem iluminada, donde notas de musica perdidas chegam até nós, a chamar-nos, a exercer esta atracção dos sitios onde uma pessoa se sente bem, onde uma pessoa se diverte».
O Cine-Teatro foi inaugurado em 21 de Fevereiro de 1938, pela empresa Orquesta Semifusica, substituindo um edifício mais antigo, que se erguia no mesmo local, e que foi demolido. O jornal Comercio de Portimão classificou a inauguração deste novo edifício como uma «realização admiravel» e uma «obra que muito honra e serve Portimão». A cerimónia iniciou-se com um concerto por parte da banda municipal, durante o qual se tocou o hino de Portimão, seguindo-se um discurso do professor Cardigos, e depois um documentário, um filme de desenhos animados, e finalmente o filme San Francisco, com Clark Gable e Jeanette MacDonald.
O edifício foi posteriormente modificado, tendo a sala sido ampliada, o que levou a alterações na fachada. Em 5 de Abril de 1990, o o jornal Comércio de Portimão noticiou que o Cine-Teatro já tinha sido demolido, prevendo-se então que iria ser substituído por um complexo comercial, com duas salas de cinema.